# Kongres Stanów Zjednoczonych
Kongres Stanów Zjednoczonych (ang. United States Congress) – dwuizbowy parlament, najwyższy organ przedstawicielski i zasadniczy organ władzy ustawodawczej w Stanach Zjednoczonych.
Kongres składa się z Senatu (obecnie 100 senatorów) oraz Izby Reprezentantów (obecnie 435 reprezentantów).
Siedzibą Kongresu jest Kapitol Stanów Zjednoczonych.

## Historia

### Kongres Kontynentalny
Przed uchwaleniem i wejściem w życie Konstytucji USA 4 marca 1789 najwyższą władzę ustawodawczą na terenach Stanów Zjednoczonych sprawował Kongres Kontynentalny (Pierwszy Kongres w 1774, Drugi w latach 1775–1789). Kongres składał się z delegatów 13 kolonii (w pierwszym Kongresie Gubernator kolonii Georgii uniemożliwił wybór delegatów).
Drugi Kongres chcąc uniknąć wojny uchwalił petycję do króla Jerzego III w której proszono o „szczęśliwe i trwałe pojednanie”. Brytyjczycy jednak ogłosili stan rebelii, a sam Kongres poparł trwającą już wojnę o niepodległość i powołał Armię Kontynentalną, której Naczelnym Wodzem mianował George’a Washingtona (późniejszego pierwszego prezydenta USA). Emitował także dolara kontynentalnego, by od 1785 wydawać dolar amerykański. 2 lipca 1776 uchwalono Deklarację niepodległości (natomiast 4 lipca ją ogłoszono). Stany Zjednoczone stały się państwem niepodległym (suwerennym). Wydarzenie to celebrowane było po raz pierwszy 8 lipca 1776.
Do 1789 państwo amerykańskie nie posiadało jednak władzy wykonawczej, toteż nieformalną głową państwa był prezydent Kongresu Kontynentalnego (ang. President of the United States in Congress Assembled). Formalnie całość władzy państwowej skupiał w sobie Kongres jako całość. Wziął na siebie zmagania wojenne, często ze zmiennym szczęściem. W miarę upływu czasu i nieskutecznej polityki wojennej, Kongres przekazywał swoje uprawnienia komisjom i stałym agendom (zalążku władzy wykonawczej USA). Obowiązywanie Artykułów Kontynentalnych (quasi-konstytucja) udowodniło, że władzy ustawodawczej potrzebna jest niezależna władza wykonawcza.
Nieudolność wszechwładnej władzy legislacyjnej (ogólnonarodowej oraz stanowych) w rozwiązywaniu powojennych problemów, nasilała żądania do zmian przez społeczeństwo amerykańskie. Delegaci postanowili zmienić Artykuły Kontynentalne, które mogły egzekwować poszanowanie prawa, kontrolować pieniądz, spłacić deficyt budżetowy czy położyć kres rebelii. W tym duchu stanowi delegaci zebrali się 25 maja 1787 w Filadelfii z zamiarem zmian Artykułów. Jednak zamiast tego opracowali oni zupełnie nową ustawę zasadniczą.

### Początki Kongresu USA
Pierwszy Kongres (ang. 1st) zebrał się w Nowym Jorku w Federal Hall 4 marca 1789. Składał się on z 65 reprezentantów i zaledwie 26 senatorów (należy jednak pamiętać, że część stanów ratyfikowała Konstytucję później, więc ich kongresmeni zasiedli w swoich izbach odpowiednio później). Kilkanaście dni później, 30 marca 1789 odbył się pierwszy Dzień Inauguracyjny (ang. Inauguration Day), kiedy to przysięgę składał George Washington, pierwszy prezydent USA. Jeszcze podczas pierwszej sesji ustanowił pierwsze cztery Departamenty. Na trzecią (ostatnią) sesję Pierwszy Kongres przeniósł się do Congress Hall w Filadelfii. Drugi Kongres uchwalił pierwsze dziesięć Poprawek do Konstytucji USA (tzw. Kartę Praw; ang. United States Bill of Rights). Podczas tej kadencji, prezydent Washington po raz pierwszy skorzystał z prawa weta (weto ponownie zostało użyte przez Jamesa Madisona około dwadzieścia lat później).

## Kapitol Stanów Zjednoczonych

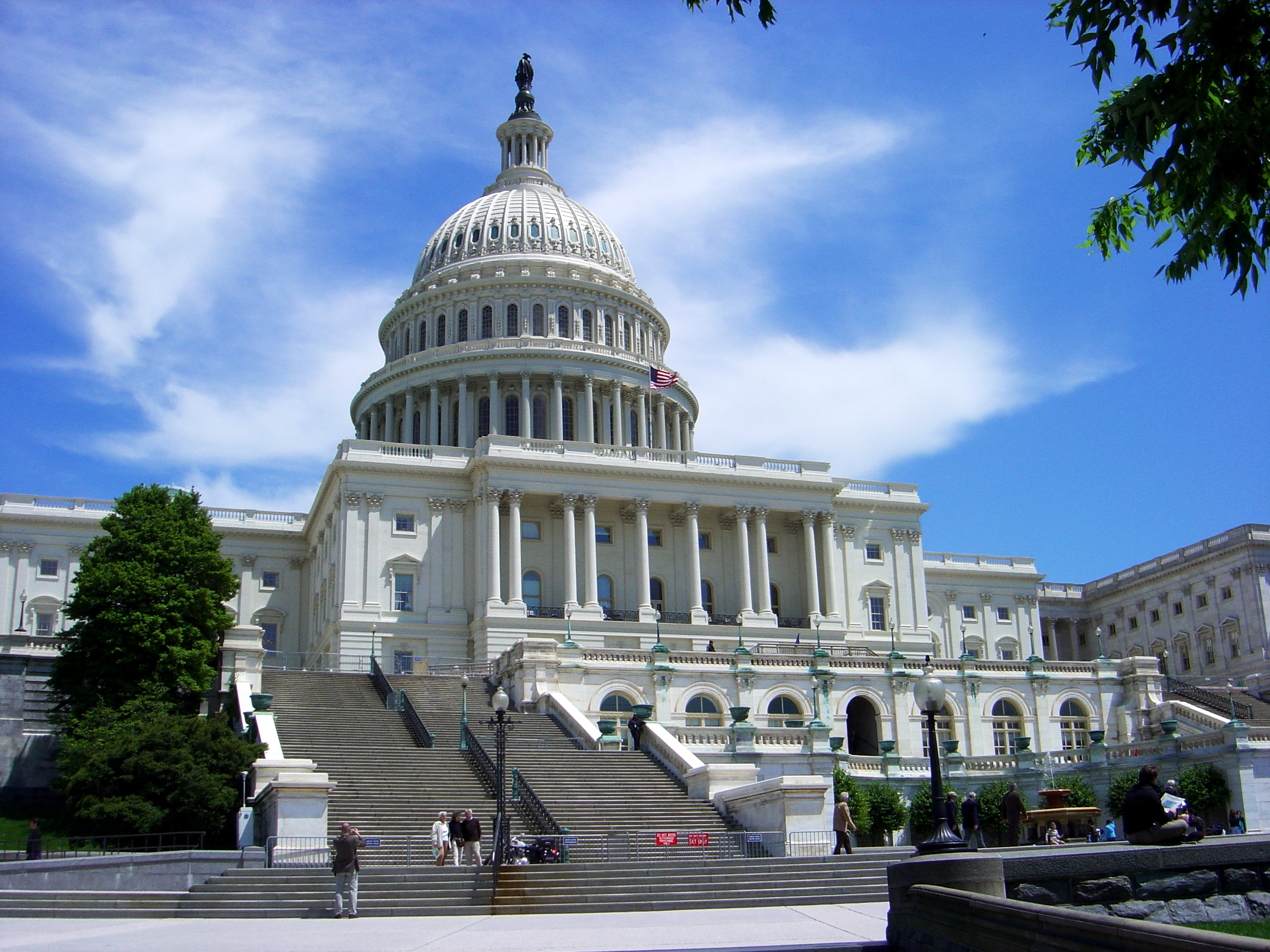
Budynek Kapitolu

Siedzibą Kongresu jest Kapitol, znajdujący się na Wzgórzu Kapitolińskim w Waszyngtonie (tzw. Dystrykcie Kolumbia). Budynek powstawał w latach 1793–1865, a po pożarze w 1814 przebudowano go, dodając dwa skrzydła oraz kopułę zwieńczoną posągiem Columbii.
Nim jednak oddano do użytku Kapitol, Kongres obradował w wielu miastach (m.in. Filadelfii, Nowym Jorku czy Baltimore). Od 1789, kiedy to obradował „Konstytucyjny Kongres”, obrady odbywały się wpierw w Nowym Jorku, a następnie w Filadelfii.
Kapitol jest także – co do zasady – miejscem obejmowania urzędu przez amerykańskich prezydentów.

## Kongresmeni
Często mylnie mianem kongresmena określa się członka Izby Reprezentantów, dla których trafniejszymi określeniami są: reprezentant, deputowany, członek Izby (ang. Member of the U.S. House of Representatives) lub poseł. Kongresmenami są zarówno senatorzy, jak i reprezentanci.

### Liczba kongresmenów

Wzrost liczby mieszkańców Stanów Zjednoczonych

Konstytucja Stanów Zjednoczonych nie ustanawiała stałej liczby członków parlamentu. Określała jednak, że każdy stan wyznacza dwóch senatorów i bez swojej zgody nie może zostać pozbawiony głosu w Senacie (jak dotąd żaden stan nie zgodził się na mniejszą liczbę senatorów). Toteż liczba senatorów zwiększała się tylko w przypadku przyłączania do Unii nowych stanów: 26 (1789), 62 (1850), 90 (1890) i od 1959 – 100.
W przypadku Izby Reprezentantów postanowiono, że liczba reprezentantów będzie proporcjonalna do liczby mieszkańców (wolnych, wyłączając niepodlegających opodatkowaniu Indian, oraz po dodaniu trzech piątych pozostałych mieszkańców stanów, jak eufemistycznie określono niewolników). Obliczanie to miało odbyć się podczas spisów powszechnych odbywanych co dziesięć lat. Postanowiono również, że reprezentantów nie może być więcej niż jeden na trzydzieści tysięcy mieszkańców, oraz że każdy stan ma prawo do co najmniej jednego reprezentanta.
Do czasu pierwszego spisu (który miał się odbyć w ciągu trzech lat od pierwszej sesji Kongresu) to Konstytucja określała ilu reprezentantów przypada poszczególnym stanom (od dziesięciu dla Wirginii do jednego dla Rhode Island i Delaware; łącznie 65).
Wraz z przyłączaniem kolejnych stanów liczba ludności i zarazem reprezentantów rosła i już w 1830 roku wynosiła aż 240 (niespełna czterokrotny wzrost w przeciągu czterdziestu lat). Stałą liczbę 435 reprezentantów (choć niepotwierdzoną konstytucyjnie) ustalono po spisie z 1920. Fakt stałej liczby foteli w Izbie sprawił, że po każdym spisie przyznanie większej liczby mandatów jednemu stanowi, oznacza zmniejszenie liczby mandatów innemu stanowi. Od czasu do czasu postuluje się zwiększenie liczby reprezentantów, zwłaszcza tym stanom, które utraciły mandaty po spisach powszechnych. Jednak wielu zgadza się ze Spikerem Izby Samem Rayburnem (reprezentant w latach 1913–1961), że „Izba osiągnęła już lub nawet nieco przekroczyła swoją optymalną wielkość”.

### Kampania wyborcza
Kampania wyborcza w Stanach Zjednoczonych trwa non-stop. Wybory odbywają się co dwa lata, więc jest to czas za krótki aby wyborcy mogli zapomnieć o potknięciach kongresmanów z początku kadencji podczas następnych wyborów, zatem kandydaci muszą nieustannie dbać o swój wizerunek. Istotny w kampanii jest także dzień samych wyborów, ponieważ w Stanach Zjednoczonych nie obowiązuje cisza wyborcza.

#### Rekrutacja kandydatów

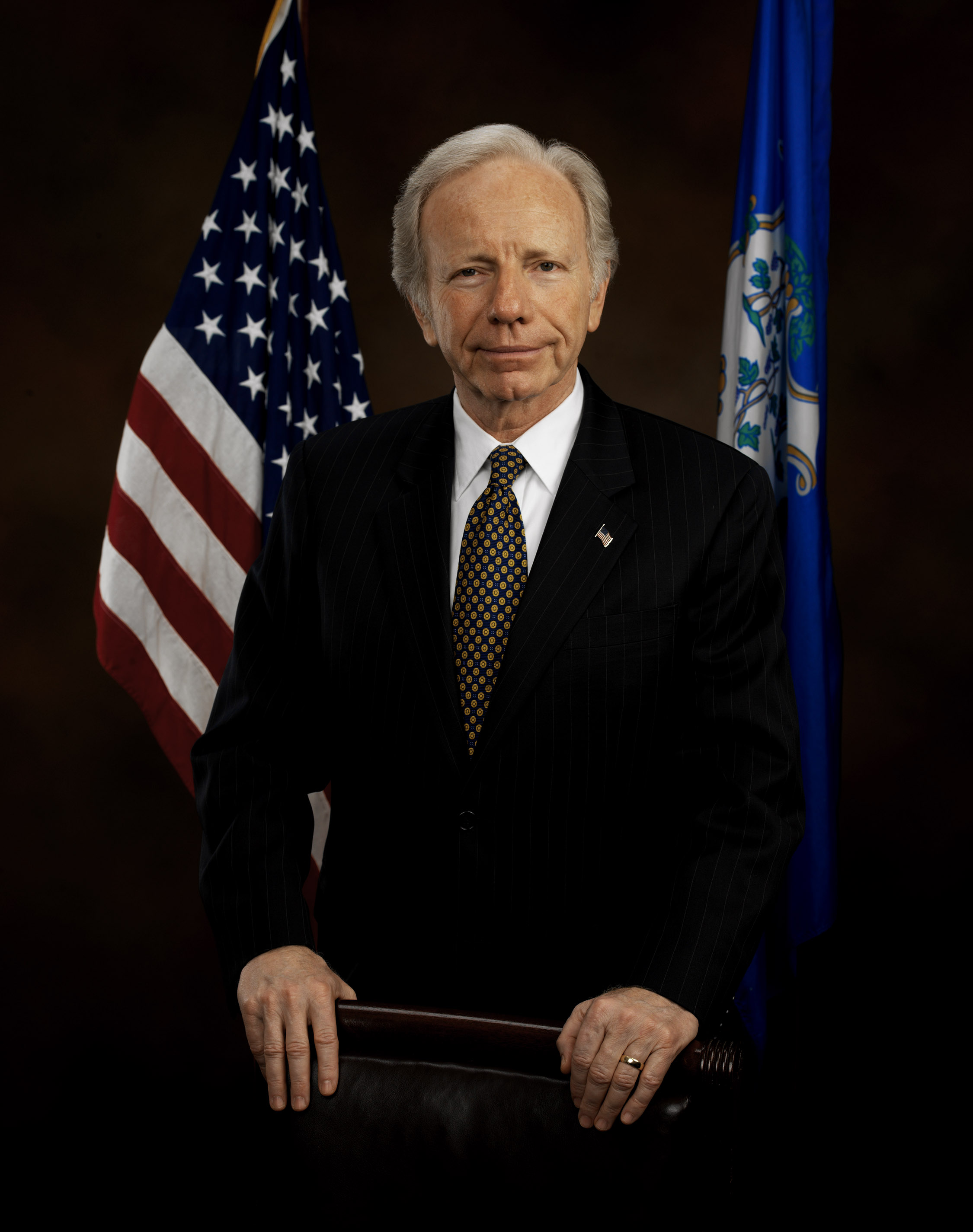
Senator Joe Lieberman pomimo porażki w prawyborach zwyciężył – już jako niezależny – w wyborach powszechnych.

Rekrutacja jest jednym z najważniejszych procesów kampanii. Większość kandydatów do Kongresu (którzy wygrają partyjne prawybory) pochodzi z partyjnych nominacji i ma poparcie partii. W miarę upływu lat rosła rola lokalnych wpływowych osobistości lub grup, a także kandydatów niezależnych. W tych przypadkach grupy lub kandydaci samodzielnie odpowiadają za pozyskiwanie sponsorów do uzyskania funduszy na kampanię. Zdarza się także, że kandydaci pomimo porażki w prawyborach kandydują jako niezależni i zdobywają mandat: np. podczas wyborów do Senatu w 2006 urzędujący senator z Connecticut, demokrata Joe Lieberman po porażce w prawyborach w wyborach pokonał swojego partyjnego kolegę.

#### Prawybory
Procedury nominowania kandydatów do oficjalnych wyborów są określone w ustawach stanowych i uwarunkowane przez zwyczaje partyjne. Z historycznego punktu widzenia, zauważa się coraz większą liczbę osób chcących wystartować w prawyborach. W większości stanów obowiązuje zasada bezpośrednich prawyborów, przez co stały się one formalnym mechanizmem wyboru kandydatów do właściwych wyborów. Partia Republikańska w niektórych stanach południowych organizuje konwencje partyjne, a kilka stanów łączy konwencje z prawyborami. Niemniej jednak, partyjne prawybory są pierwszą przeszkodą do Kongresu dla niemalże wszystkich kandydatów.
Stany przyjęły też różne zasady co do wyborców mających czynne prawo wyborcze w prawyborach. W 38 stanach obowiązują zamknięte prawybory. Obywatele muszą zadeklarować przynależność partyjną, by móc głosować w prawyborach. Swoją orientację partyjną można zmienić zgodnie z obowiązującym w danym stanie prawem. W dziewięciu obowiązują otwarte prawybory, wyborca może oddać głos w prawyborach dowolnej partii, ale tylko jednej – prawybory partyjne odbywają się tutaj jednocześnie. W pozostałych trzech stanach (Alaska, Luizjana i Waszyngton) prawybory są nazwane uniwersalnymi lub bezstronnymi w których na kartach do głosowania są wymienieni wszyscy kandydaci niezależnie od przynależności partyjnej.
Bezpośrednie prawybory to jeden z przejawów reform przeprowadzanych na początku XX wieku w celu zniwelowania znaczenia zdominowanych przez bossów skorumpowanych konwencji partyjnych. Jednak, pomimo poszerzenia elektoratu podczas prawyborów, w prawyborach głosują nieco starsi, bogatsi, lepiej wykształceni, bardziej świadomi politycznie i bardziej zaangażowani ideologicznie wyborcy.
W niektórych okręgach, gdzie przynależność do jednej z partii praktycznie zapewnia zwycięstwo, prawybory są bardziej emocjonujące niż same wybory. Do ostrych rywalizacji dochodzi zazwyczaj w tych okręgach, gdzie urzędujący dotychczas kongresmen z dużym stażem, przechodzi na emeryturę.
Dzięki bezpośrednim prawyborom, maleje rola partyjnych przywódców. Kandydaci odwołują się bezpośrednio do elektoratu i budują swoje poparcie niezależnie od liderów partyjnych. Niemniej jednak, koszty kampanii do prawyborów są równie wysokie, co wyborów właściwych.

### Wybory powszechne
Wybory do Kongresu odbywają się zawsze w pierwszy wtorek po pierwszym poniedziałku listopada roku parzystego. Jednocześnie odbywają się często wybory do stanowych i lokalnych ciał legislacyjnych, władz wykonawczych (gubernatorów czy burmistrzów). W dniu głosowania nie obowiązuje cisza wyborcza.
Czynne prawo wyborcze do Kongresu początkowo przysługiwało tym obywatelom, którzy jednocześnie posiadali czynne prawo wyborcze w wyborach do tego ze stanowych legislatur, które miały liczniejszy skład (w większości stanowe Izby Reprezentantów). Początkowo prawa wyborcze posiadali wyłącznie wolni biali mężczyźni. Po zwycięstwie Abrahama Lincolna w 1865 wprowadzono 13. Poprawkę do Konstytucji, która znosiła niewolnictwo, jednak dopiero w 1870. 15. Poprawka zabraniała dyskryminacji ze względu na rasę, kolor skóry czy poprzednie niewolnictwo.
Dwukrotne zwiększenie elektoratu przyniosła 19. Poprawka, która przyznawała prawa wyborcze kobietom.
Uchwalona w 1964 24. Poprawka zabrania pozbawiania prawa wyborczego obywateli, którzy zalegają z płatnością wszelkich podatków (w tym podatku wyborczego).
Wybory są większościowe, zatem zwycięża ten kandydat, który zdobędzie większą liczbę głosów (z wyjątkiem stanów Luizjana i Georgia nie jest wymagany próg 50% – zatem nie przeprowadza się drugiej tury wyborów). Jest to także jeden z powodów istnienia systemu dwupartyjnego w Stanach Zjednoczonych.
Wyborcy są najczęściej stali w swoich wyborach i konsekwentnie głosują na tych samych polityków w kolejnych wyborach. Rzadko zdarza się, by urzędujący senatorowie lub reprezentanci, utracili swój fotel (w poszczególnych latach odsetek nowych kongresmenów waha się w jednocyfrowym procencie).

### Kadencja i wybory uzupełniające
Kadencja Kongresu trwa dwa lata. Skład Izby Reprezentantów jest odnawiany co dwa lata. Senat, który w założeniu miał być izbą mniej radykalną (początkowo senatorowie byli wybierani przez stanowe Kongresy, a nie podatnych na manipulację obywateli), kadencja senatorów została wydłużona do lat sześciu. Jednocześnie postanowiono, że co dwa lata jedna trzecia Senatu będzie poddawana reelekcji.
W przypadku wakatów w Izbie Reprezentantów, władza wykonawcza stanu (gubernator) winna niezwłocznie rozpisać wybory uzupełniające skład.
W przypadku senatorów (którzy do 1913 byli wybierani przez stanowe legislatury), wolne miejsce uzupełniała stanowa władza ustawodawcza, jednak w przypadku przerwy w obradach do czasu właściwego wyboru, władza wykonawcza mogła czasowo obsadzić fotel senatorski. Obecnie senatorzy są wybierani w wyborach powszechnych. Wolne miejsca uzupełniają także obywatele (jednak nie jak w przypadku Izby natychmiast, a w przypadających co dwa lata kongresowych wyborach). Do tego czasu, gubernatorzy są upoważnieni do czasowego obsadzenia pustego fotela w Senacie.

### Kluby partyjne
Najważniejszymi siłami politycznymi w USA są: Partia Republikańska i Partia Demokratyczna. Poza nimi są tam Partia Libertariańska, Partia Zielonych, Partia Konstytucyjna i Partia Reform.

## Władza Kongresu
Izba Reprezentantów ma władzę ustawodawczą w sprawach finansowych. W sytuacji gdy żaden z kandydatów na prezydenta nie uzyska odpowiedniej ilości głosów, prezydent wybierany jest przez Izbę Reprezentantów, zaś wiceprezydent przez Senat. Senat ma kompetencje „rady i zgody” w sprawach zarówno nominacji prezydenckich, jak i w sprawach traktatów zawieranych przez prezydenta. Ma on także władzę sądowniczą, gdzie Izba ma kompetencje wszczynania postępowania.

### Proces legislacyjny

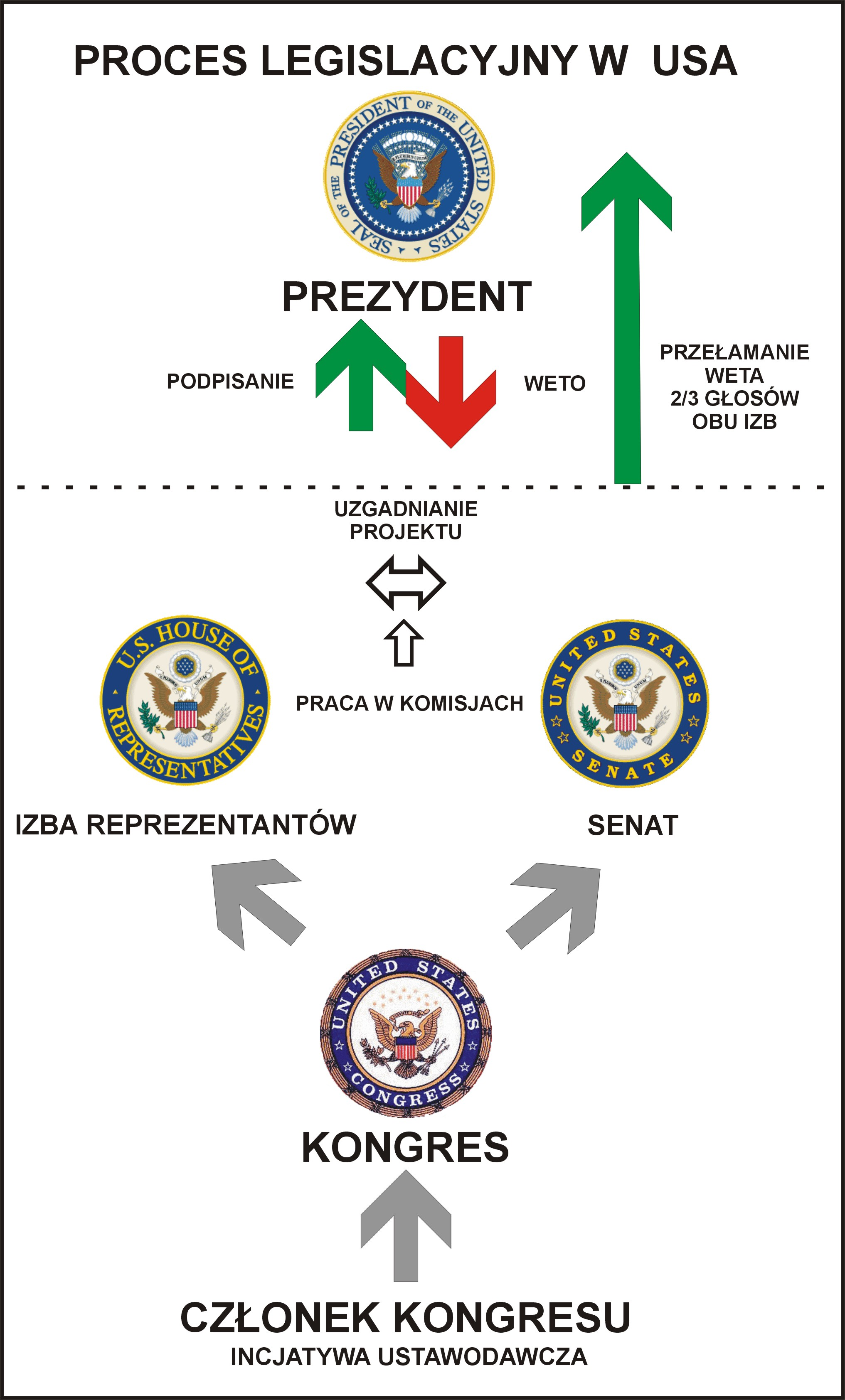
Schemat procesu legislacyjnego w USA

#### Inicjatywa ustawodawcza
Inicjatywa ustawodawcza przysługuje jedynie kongresmenom (prezydent, komisje izb czy obywatele tego prawa nie mają). Genezy ustaw (ang. act lub bill) są różnorodne: czynniki lokalne, preferencje partyjne, kalkulacje związane ze zbieraniem funduszy na kampanię, a także osobiste zmagania z jakąś trudnością. Na przykład reprezentant Ronnie Flippo (demokrata z Alabamy) był gorącym zwolennikiem programu odszkodowań z platformy konstrukcyjnej, ponieważ sam był bliski śmierci po upadku z takiej platformy. Osobiste doświadczenia nie są jednak głównym czynnikiem projektów legislacyjnych. Projekty ustaw kongresmeni otrzymują najczęściej od władzy wykonawczej, grup interesów, naukowców, urzędników stanowych i lokalnych, a także od własnego personelu pomocniczego.

#### Zdobywanie poparcia
Kongresmen, który zainicjował projekt ustawy, staje się jego sponsorem. Może on szukać wśród innych członków Kongresu współsponsorów. Do popierania projektu mogą zaangażować się również grupy nacisku (lobbing w USA jest pozytywnie kojarzony w przeciwieństwie do Polski). Równie ważne, co liczba współsponsorów, są ich status społeczny i pozycja w Kongresie. Nierzadko sojusze zawierali przeciwnicy partyjni: na przykład senatorzy Ted Kennedy (demokrata z Massachusetts) i Strom Thurmond (republikanin z Karoliny Południowej) łączyli swe siły przy pewnych okazjach. Kennedy sojusz ten tłumaczył w następujący sposób: „Kiedy Strom i ja razem wprowadzamy projekt ustawy, to albo jest to jakaś idea na czasie, albo jeden z nas nie przeczytał go”.
Chociaż łatwo zidentyfikować formalnego inicjatora projektu ustawy, trudne jest wskazanie faktycznego inspiratora; prezydent Woodrow Wilson napisał: „(ustawodawstwo – dop.) jest produkcją globalną, a nie jednostkową”.

#### Nazwy ustaw
Nazwa ustawy jest często ważnym elementem ustawy, a sami kongresmeni czy grupy nacisku dążą do usunięcia, zmienienia lub dodania niektórych terminów. Na przykład nazwę projektu ustawy o bezpiecznej bankowości zmieniono na ustawę o przekształceniu instytucji depozytowych i o kontroli obiegu pieniądza. Bankowcy protestowali, twierdząc, że nie ma niebezpiecznych banków. Zdarza się również, że sponsorzy nadają swoim projektom chwytliwe nazwy: współsponsorzy ustawy o lepszej opiece nad dziećmi (ang. Act for Better Child Care) nazywali ją ustawą „ABC”.

#### Rodzaje aktów legislacyjnych
- Ustawa: większość projektów legislacyjnych ma postać ustawy. W zależności od miejsca powstania są one oznaczone symbolami H.R. (ang. House of Representatives) lub S. (ang. Senate), a następnie dopisuje się kolejny numer, licząc od początku kadencji (projekty nierozpatrzone do końca kadencji – upadają). Ustawy dzielą się na Ustawy publiczne dotyczące ogólnych zagadnień i ustawy prywatne dotyczące pojedynczych spraw, takich jak roszczenia wobec rządu, przypadki imigracji i naturalizacji czy tytuły własności do ziemi. Wszystkie ustawy stają się prawem po ich uchwaleniu i podpisaniu przez Prezydenta USA.
- Wspólna rezolucja: są oznaczane symbolami H.J. Res. lub S.J. Res. Wymagają one zgody obu izb i prezydenta, tak jak w przypadku zwykłych ustaw. Nie ma bowiem wyraźnej różnicy pomiędzy wspólną rezolucją a ustawą. Ta pierwsza odnosi się do spraw o ograniczonym zakresie, tj. jednorazowe przydzielanie funduszy celowych. Poprawki do Konstytucji także mają formę wspólnej rezolucji – w tym przypadku nie jest wymagany podpis prezydenta, a zgoda co najmniej trzech czwartych stanów.
- Zbieżna rezolucja: nie ma mocy ustawy, toteż nie jest wymagany podpis prezydenta. Zbieżne rezolucje są oznaczane symbolami H. Con. Res. lub S. Con. Res. i są uchwalane przez obie izby. Są one uchwalane w celu ustanowienia lub zmiany reguł obowiązujących obie izby (termin zamknięcia sesji czy budżet dla Kongresu) lub wyrażenia gratulacji Kongresu dla innego kraju z okazji rocznicy jego niepodległości.
- Rezolucja: oznaczane symbolami H. Res. lub S. Res. Podobnie jak zbieżne rezolucje nie mają mocy ustawy i dotyczą jedynie spraw leżących wyłącznie w gestii danej izby (regulamin obrad, wyrażenie kondolencji dla rodziny zmarłego członka izby czy pozbawienie mandatu). Odpowiadają one polskim uchwałom.

## Biblioteka Kongresu

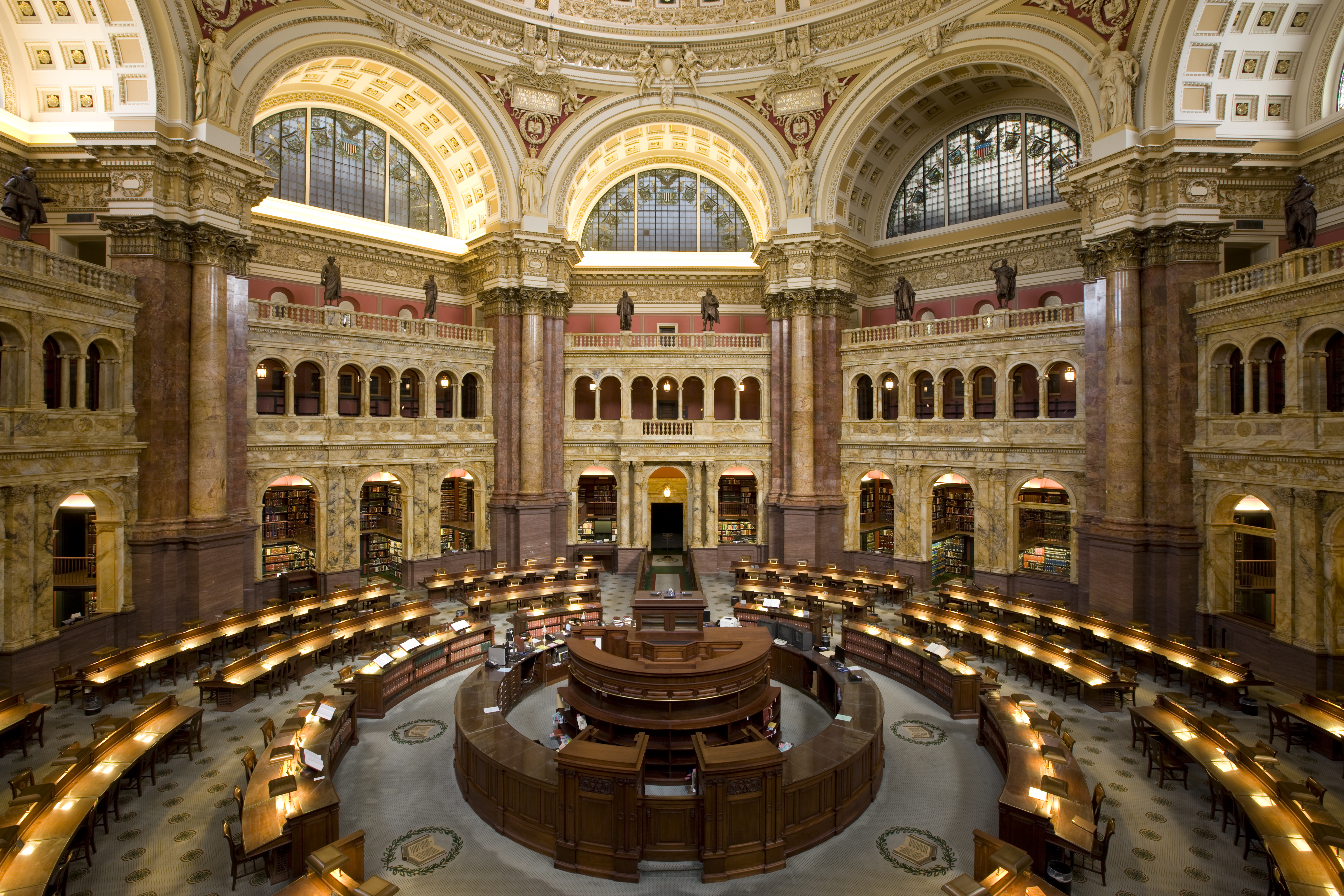
Biblioteka Kongresu

Biblioteką narodową w Stanach Zjednoczonych jest Biblioteka Kongresu Stanów Zjednoczonych. Utworzono ją w 1800 na polecenie prezydenta Johna Adamsa.
Początkowo przeniesiono do niej zbiory książek prawniczych i literatury klasycznej z siedziby jednego z klubów literackich w Filadelfii do siedziby rządu w Dystrykcie Kolumbii.
W 1867 zbiory biblioteczne powiększyły się o 22 529 książek, tysiąc rzadkich map oraz inne materiały związane z historią Stanów Zjednoczonych. Od tamtej pory Biblioteka Kongresu jest największą biblioteką USA. Od 1870 biblioteka otrzymuje egzemplarze obowiązkowe.